# Фран Вієйтес
Франсіско Барбоса «Фран» Вієйтес (ісп. Francisco Barbosa «Fran» Vieites, нар. 7 травня 1999, Пуентесесурес) — іспанський галісійський футболіст, воротар клубу «Реал Бетіс».

## Клубна кар'єра
Народився в Понтесесуресі, Понтеведра, Галісія і розпочав займатись футболом у клубі «Бертаміранс», дебютувавши у першій команді у віці лише 15 років 20 березня 2015 року, вийшовши на заміну в матчі Терсери проти «Серседи» (0:5). Цей матч так і залишився єдиним для гравця за рідну команду.
10 червня він приєднався до «Сельти» і повернувся до молодіжного складу.. Напередодні сезону 2018/19 Вієйтес був підвищений до резервної команди, але був там лише третім воротарем, тому у тому сезоні там так і не зіграв. Він став основним воротарем команди у сезоні 2019/20, зігравши 15 матчів, а чемпіонат було достроково припинено через пандемію COVID-19.
7 вересня 2020 року Вієйтес підписав чотирирічний контракт із командою «Луго» із Сегунди. Провівши свій перший сезон на позиції третього воротаря після Андера Кантеро та Альберто Варо, він дебютував на професіональному рівні лише наступного сезону, 18 вересня 2021 року, вийшовши в основі у виїзній грі проти «Картахени» (1:2), скориставшись травмою нового основного воротаря Оскара Воллі. Фран продовжував захищати ворота команди протягом наступних 11 днів, до відновлення Оскара, після чого більше за команду не грав.
В результаті 1 липня 2022 року Вієйтес розірвав контракт з «Луго» і підписав дворічну угоду з резервною командою «Реала Бетіс», що грала у Сегунді Федерасьйон, де він був беззаперечним основним гравцем у сезоні 2022/23.
16 вересня 2023 року він дебютував у першій команді у Ла Лізі, замінивши травмованого Руя Сілву під час виїзної гри проти «Барселони» (0:5). Він вийшов на 62-й хвилині, коли на табло був рахунок 2:0 на користь господарів і до кінця гри пропустив ще три голи. Через два місяці, через відсутність Сілви та Клаудіо Браво, він знову отримав шанс вийти у складі першої команди, зігравши у дербі проти «Севільї» (1:1) на «Рамон Санчес Пісхуан». Наступного туру він зіграв проти «Лас-Пальмаса» на «Беніто Вільямарін», ставши одним з героїв матчу, у якому допоміг своїй команді перемогти з рахунком 1:0.
19 лютого 2024 року Вієйтес продовжив свій контракт з «вердібланкос» до 2026 року і був переведений на повноцінній основі до основного складу на сезон 2024/25, де став дублером Сілви замість Браво, що завершив кар'єру.

## Виступи за збірні
31 травня 2024 року Вієйтес зіграв у другому таймі товариського матчу збірної Галісії проти Панами, який став першим матчем Галісії за вісім років і завершився поразкою 0:2.